# Organicismo (psicologia)
L'organicismo in psicologia si riferisce a quelle teorie che prospettavano l'azione di elementi organici (anatomici, fisiologici, biochimici)  nel determinare fenomeni psichici e psicopatologici.
Prima dell'avvento della psicoanalisi di Sigmund Freud quasi tutta la psichiatria attribuiva il sorgere di psicopatologie, anche le più superficiali e transitorie, alle lesioni fisiche o alterazioni, anche in misura insignificante, del sistema nervoso.
Rientrano nell'organicismo psicologico:
- l'antropologia criminale di Cesare Lombroso,
- la scuola di psichiatria di Emil Kraepelin,
- il costituzionalismo di Nicola Pende, Giacinto Viola, Achille De Giovanni [1]

Il dibattito tra organicisti e antiorganicisti è tuttora presente ma con toni più attenuati dovuti all'affermazione delle teorie psicoanalitiche e soprattutto della psicodinamica i cui apporti alla psichiatria non possono più essere considerati secondari.
Si deve soprattutto alla psicologia dinamica infatti, la ormai diffusa convinzione tra gli specialisti che la maggior parte delle nevrosi si basino sul fenomeno del conflitto psichico che si riferisce primariamente all'idea freudiana del costante conflitto fra desiderio e difesa, vale a dire fra un movimento verso un oggetto, un obiettivo ed una serie di "impedimenti" dettati dalla morale o da altre regole comportamentali apprese.